# Codonanthe devosiana Lem.
Codonanthe devosiana Lem. é uma planta da família das Gesneriaceae nativa do Brasil, com ocorrência conhecida para todos os estados das regiões sudeste e sul 

### Descrição e Status de Conservação
C. devosiana é uma espécie de hábito epifítico que ocorre na Mata Atlântica, em vegetação do tipo Floresta Ombrófila em bom estado de conservação 
Recentemente foi categorizada como "Em perigo" (EN) na revisão da lista de espécies ameaçadas de extinção do estado do Espírito Santo 